# عرق‌کردن
عرق‌کردن یا تعریق تولید کردن مایعی به نام عرق که عمدتاً شامل آب است، توسط غدد تعریق در پوست بدن پستانداران را گویند.

## سما
عرق از مواد شیمیایی یا بوداری مانند دی-متیل‌فنول و تترا-متیل‌فنول، و همچنین از مقدار کمی اوره تشکیل شده است. عرق از غدد عرق ترشح شده فیبرهای سودوموتور سمپاتیک غدد عرق بیشتر کولینژریک هستند.

## کارکرد تعریق
در انسان بالغ عرق کردن در درجهٔ اول به عنوان عملی برای تنظیم دمای بدن است. البته نظریاتی وجود دارد که می‌گوید اجزای عرق بدن مردان و زنان می‌تواند سبب اعمال فرومون گردد. باور عمومی دربارهٔ تعریق این است که عرق کردن می‌تواند باعث دفع سموم از بدن شود، ولی این باور دارای پشتیبانی علمی نیست.
یکی از اعمال مهم پوست، تنظیم دما است که این عمل توسط تعریق در سطح پوست صورت می‌گیرد به این معنی که در زمان گرمای زیاد، غدد عرق فعال شده و عمل تعریق را انجام می‌دهند و در نتیجهٔ تبخیر رطوبت سطح پوست، ایجاد خنکی در سطح بدن می‌گردد و در غیر این‌صورت اشخاص دچار تب غیر عفونی یا در حقیقت افزایش دما ناشی از این اختلال می‌شوند. با تعریق، پوست از باکتری‌های ناسالم پاک می‌شود و باکتری‌هایی همچون باکتری‌هایی که سبب ایجاد جوش‌های پوستی می‌شوند از بین می‌روند. از سوی دیگر وجود تعریق سطح پوست با تنظیم رطوبت پوست در حد عادی، سبب نرمی پوست و در حقیقت به جلوگیری از خشکی پوست نیز کمک می‌کند.
عرق کردن همچنین با عصبانیت، حالت تهوع و افزایش دما نیز افزایش می‌یابد. جانورانی با غدد تعریق کم (به‌عنوان مثال سگ‌ها) با تبخیر آب از پوشش مرطوب حفرهٔ دهان و حلق، به نتایجی مشابه تعریق برای تنظیم دمای بدنشان می‌رسند. در راسته پستانداران نخستین پایه و اسب‌ها عرق کردن مانند انسان‌ها از زیر بغل است. اگرچه عرق کردن در طیف وسیعی از پستانداران یافت می‌شود، اما تعداد نسبتاً اندکی از پستانداران یافت می‌شوند که مانند انسان‌ها و اسب‌ها برای کاهش دمای بدنشان تا این حد از عمل تعریق استفاده کنند.